# Biskang
Biskang is een bestuurslaag in het regentschap Aceh Singkil van de provincie Atjeh, Indonesië. Biskang telt 1151 inwoners (volkstelling 2010).